# فاميلي جونيور
فاميلي جونيورهي قناة متخصصة باللغة الإنجليزية الكندية المملوكة من قبل دي اتش اكس ميديا. أطلقت في 30 نوفمبر 2007، خدكة بث البرامج تستهدف الأطفال في سن ما قبل المدرسة. يتم تشغيل فاميلي جونيور كقناة متعددة من الشبكة الأم، قناة فاميلي المرخصة بتصنيف - A , طبقا للوائح كرتك السماح القنوات المرخص لها من الخدمات تلفزيونية متميزة للعمل الإضافي يغذي يتفق مع الترخيص العامة آخذة.
قناة كانت تعمل سابقا تحت العلامات التجارية التلفزيونية ما قبل المدرسة من إنتاج شركة ديزني، حيث كانت تشمل بلاي هاوس ديزني وديزني جونيور في وقت لاحق، ولكنها اعتمدت علامة فاميلي جونيور التجارية في عام 2015 بعد الحصول على الحقوق الكندية إلى مكتبة برامج الأطفال ديزني من خلال كورس للترفيه. أطلقت كورس في وقت لاحق ديزني جونيور (كندا) ‏ .
جنبا إلى جنب مع شقيتها الفرنسية، تيَليَماجينو، وهي متوفرة في أكثر من 4 ملايين منزل كندي يحمل اعتبارا من 2013.

## التاريخ

### ك بلاي هاوس ديزني وديزني جونيور
القناة بدأت أصلا باعتبارها بلاي هاوس ديزني في 30 نوفمبر، 2007؛ كما هو مرخص لفاميلي كخدمة متميزة والذي يسمح لإضافة قنوات متعددة لم تتفق مع رخصة الشبكة (التي تملي أنها لم تقدم خدمة مع برمجة تستهدف الشباب الذين تتراوح أعمارهم بين 17 و الأصغر)، أي ترخيص إضافي الأمر الذي يتطلب لإطلاق سيتم تقديم خدمة، والقناة في أي رسوم إضافية لمقدمي التلفزيون الذين يحملون بالفعل قناة الأسرة.
وهناك نسخة باللغة الفرنسية، في الأصل المعروف باسم بلاي هاوس ديزني تيلي، التي أطلقت في 5 يوليو 2010. وخلافا للنسخة الإنجليزية، وهي تعمل تحت ترخيص منفصل الفئة B.
في 6 مايو 2011، كانت شبكات إعادة إطلاق تحت ديزني الجديدة العلامة التجارية التلفزيونية ما قبل المدرسة ديزني جونيور.
في أعقاب بيع استرال ميديا ل بيل ميديا، تم وضع اثنين من خدمات والشبكات الشقيقة ل ديزني جونيور للبيع لتخفيف المخاوف بشأن حصتها في سوق بيل بعد الاندماج. في 28 نوفمبر 2013، أعلنت  دي اتش اكس ميديا انها ستشتري الشبكات الشقيقة لديزني جونيور وأيضا الخدمتين بمبلغ 170 مليون $، في انتظار موافقة سي ار تي سي. في 24 يوليو 2014، وافق سي ار تي سي  شراء دي اتش اكس (DHX ) للشبكات, وأغلقت الصفقة في 31 يوليو 2014.

### كفاميلي جونيور.
في 16 نيسان 2015، أعلنت  كورس للترفيه الحصول على حقوق مكتبة الأطفال التلفزيونية من إنتاج شركة ديزني، والعلامات التجارية، خلفا لا تفاق الترخيص السابق مع DHX. ذكرت كوروس ان هذا لم يأثر إطلاق النسخة الكندية لقناة ديزني، فإنه سيكون إعادة إطلاق لعلامات ديزني التجارية الأخرى الخاصة بقنوات الأطفال  في كندا في المستقبل. وتحسبا لهذا الانتقال، أعلنت دي اتش اكس في الوقت ذاته لم شبكاتها و صرحت ديزني انه سيتم إعادة تسمية علاماتها التجارية باعتبارها فوائد الجانبية من قناة فاميلي . ديزني جونيور قد اعيدت تسمية علامتها التجارية  ب فاميلي جونيور  في 18 سبتمبر 2015. وفي 1 ديسمبر 2015، أطلقت كورس بديل لديزني جونيور وهي ديزني جونيور كندت.

## البرمجة

### الإنتاجات الكندية
- الياس: مغامرات فريق الإنقاذ (3 يوليو 2017-الوقت الحاضر)[17][18]
- أقدام فراني  (6 مايو 2011-1 سبتمبر, 2014; أغسطس 31, 2015-الوقت الحاضر)[19]
- جاستن تايم(16 سبتمبر , 2012 إلى الوقت الحاضر)[20][21][22]
- ياب يابس (16 سبتمبر 2013 إلى الوقت الحاضر)[23]
- كيت وميم-ميم (سبتمبر 5, 2015-الوقت الحاضر)
- ليتل بيبول (14 مارس 2016-الوقت الحاضر)[24]
- قوس قزح روبي (23 أبريل 2016-الوقت الحاضر)[25]
- ناتشر كات(1 يوليو 2016-الوقت الحاضر)[26][27][28]
- بلاي دايت (تشرين الأول / أكتوبر 3, 2015-الوقت الحاضر)[29]
- ذا سايف-اومز! (24 مايو 2015-الوقت الحاضر)
- سوبر واي! (7 نوفمبر / تشرين الثاني 2016-الوقت الحاضر)
- حارس الفضاء روجر (9 كانون الثاني / يناير 2017-الوقت الحاضر)[30]

### البرامج الأخرى
- ألفين  والسناجب (18 يونيو 2017; 9 يوليو 2017-الوقت الحاضر)
- بوب المعمار (5 ديسمبر 2015-الوقت الحاضر)[31]
- جورج الفضولي (سبتمبر 18, 2015-الوقت الحاضر)[32]
- حديقة المرح (11 أبريل 2016-الوقت الحاضر)
- يوليوس جونيور (2 مايو / أيار 2015-إلى الوقت الحاضر)
- ميسي يذهب إلى أوكيدو (9 أبريل 2016-الوقت الحاضر)[33]
- نودي، محقق مدينة الألعاب (15 مايو 2017-الوقت الحاضر)[34]
- سارة و بطة (7 يوليو 2014 إلى الوقت الحاضر)[35][36]
- مغامرات فراولة وصديقاتها (6 مايو 2011-الوقت الحاضر)
- تليتبيز (ديسمبر 19, 2015-الوقت الحاضر)[37]
- توماس والأصدقاء (مايو 24, 2015-الوقت الحاضر)[38]
- تيكتي توك (23 أبريل 2012-الوقت الحالي)
- توبسي  وتيم (سبتمبر 5, 2015-الوقت الحاضر)
- تويرليووس  (سبتمبر 5, 2015-الوقت الحاضر)
- وايبولو (16 أبريل 2016-الوقت الحاضر)
- يايا وزوق (4 يوليو 2016-الوقت الحاضر)
- يو غابا غابا! (5 أيلول / سبتمبر 2015-الوقت الحاضر)
- يحيا انجيلو ( 13 يونيو 2009 - 29 ديسمبر 2013 )

### البرامج المستقبلية
- حكايات جزيرة التنانين(مسلسل 2017) (TBA)
- نادين (مسلسل 2018 ) (TBA)

### البرامج السابقة
- بانانا في البيجاما (February 19, 2013-February 2017)
- دبدب في البيت الأزرق الكبير  (6 مايو, 2011- 25مايو, 2012; September 3, 2012-September 30, 2013)
- باني تاون (May 6, 2011-May 2012)
- الدببة الطيبة - مغامرات كثيرة الطيبة (May 6, 2011-June 30, 2012)
- دكتورة ماكستافينز (April 8, 2012-August 30, 2015)
- قصص بطوطية (October 2011-September 30, 2013)
- جوجو بطل الحكاية (May 6-July 31, 2011)
- ماني الحرفاني (May 6, 2011-August 7, 2014)
- هاري وحقيبته المليئة بالديناصورات (May 6, 2011-August 28, 2014)
- هنري هاجلمونستر (April 21, 2013-January 1, 2016)
- عالم هنري (May 6, 2011-September 27, 2013)
- أبطال بلدة هيجلي  [لغات أخرى]‏ (May 6, 2011-September 30, 2013)
- محركو الخيال (May 6, 2011-August 30, 2015)
- جايك و قراصنة ارض الأحلام (May 6, 2011-December 1, 2015)
- جوني والجنيات (May 6, 2011-September 2, 2012)
- سيرك جوجو (May 6, 2011-September 1, 2013)
- حيوانات على عجلات (May 6, 2011-August 30, 2015)
- كاتي وأوربي (May 6, 2011-December 31, 2012)
- لالالوبسي (September 27, 2014-August 28, 2016)
- صغار أينشتاين (May 6, 2011-January 1, 2016)
- الحورية الصغيرة (September 16, 2013-August 31, 2014)
- ميكي ينادي يحيا النادي (May 6, 2011-September 17, 2015)
- عائلة من المستقبل (February 21-August 30, 2015)
- خارج الصندوق (July 1, 2011-August 31, 2012; December 31, 2012-August 31, 2014)
- العالم السري للفيل بينجامان (May 6, 2011-August 30, 2015)
- كالي في أرض الغرب (February 2, 2014-December 1, 2015)
- صوفيا الأولى (January 19, 2013-August 31, 2015)
- العميل السري أوسو (May 6, 2011-January 1, 2016)
- داني المهضوم (May 6, 2011-September 27, 2013)
- ستيلا وسام (May 6, 2011-September 1, 2016)
- واو ! واو! وبزي!  (May 6, 2011-June 30, 2015)

ملاحظة: لم يعد  يعرض أبطال بلباس النوم و اشكالهم غريبةعلى الهواء بسبب تغيير  علامة ديزني جونيور التجارية..

### برامج دزني جونيور (كندا) الإضافية
- أبطال بلباس النوم
- اشكالهم غريبة

### إعادة برامج سابقة
- خمن مع بسبس
- ذا بيرينستاين بيرس
- أصدقاء المدرسة (يعرض الآن  على ديزني جونيور, لم يعد يعرض على تري هاوس تي في)
- يوميات ويلا  [لغات أخرى]‏ (مشتراة من يو تي في)

### البرامج القصيرة
- مغامرات في نيوتريشن مع كابتن كارلوس
- ذا بيت سايزد ادفينتشيرز اوف سام ساندويش
- هل يمكنك ان تدرس تمساحي الأدب؟
- تشو تشو سول
- دانس-ا-لوت-روبوت
- الشعور الجيد مع جوجو!
- كنوز فراني
- مدرسة ماني الحرفاني للأدوات
- فرقة الوحش السعيد الموسيقية
- جايك بوكانر بلاست
- لو ولو: دورية السلام
- ميكي ماوسكرزايس
- المغامرات القصيرة لويني الدبدوب
- كرتون ميني للربطات
- لحظات الدمى
- نينا تريد ان تذهب!
- A Poem Is...
- Quiet Is...
- روضة شين للعد التنازلي
- شانا شو
- العميل السري أوسو . ثلاث خطوات صحية
- قصص الصداقة مع ويني الدبدوب
- تاستي تايم مع زيفرونك
- اين منزل الفأر?

### الأفلام
- لوكي داك

## خدمات ذات الصلة

### فاميلي جونيور HD
في 1 مايو 2013، تم بث بتقنية عالية الوضوح  فاميلي جونيور(مثل ديزني جونيور) التي أطلقت كتلفاز قياسي الدقة . وهي متاحة على Eastlink، روجرز الكابل، شاو ديركت، وتيلوس أوبتك تي في.

### فاميلي جونيور على الطلب
فاميلي جونيور على الطلب هو شريط فيديو على خدمة الطلب يضم البرامج من فاميلي جونيور ة، وهي متاحة للمشتركين في فاميلي وفاميلي جونيور  (كما ديزني جونيور) أطلقت تلقاء نفسها في قناة الطلب يوم 6 مايو 2011.

### فاميلي جونيور غو
فاميلي جونيور غو هي خدمة متوفرة على المتجر ومتجر Google Play. وهي متوفرة لعملاء التلفزيونية شاو كابل وشاود ديركت . فإنه يدل على الحلقات الجديدة والقديمة من برامج  فاميلي جونيور وهو جزء من تطبيق فاميلي اب .